# 旭田寺
旭田寺（きょくでんじ）は、福島県南会津郡下郷町塩生（しおのう）上ノ原にある真言宗豊山派の寺院。本尊は大日如来。当寺に所属する重要文化財の中ノ沢観音堂は、大同2年（807年）に徳一上人の開山で創建したと伝承する堂が室町時代初期に火災によって焼失したため、再建されたもの。

## 歴史
天正17年（1589年）、旭田寺の前身にあたる長福寺は平田五郎忠照により僧・福蔵を招いて開山された。昭和29年（1954年）、長福寺、光明寺、無量寺、岩蔵寺が合併して旭田寺となった。昭和35年（1960年）、中ノ沢観音堂が重要文化財に指定された。

## 所在地
- （旭田寺）福島県南会津郡下郷町塩生上ノ原1207
- （中ノ沢観音堂）福島県南会津郡下郷町中妻観音前228[1]

## アクセス
- （旭田寺） 会津下郷駅より南東へ1.3km。
- （中ノ沢観音堂）弥五島駅より車で10分